# Porky Pig
Porky Pig o només Porky és un personatge de dibuixos animats dels estudis Warner Bros. que apareix a les sèries de curts d'animació Looney Tunes i Merrie Melodies.
Porky és un porquet que sovint vesteix una jaqueta blava i una corbata de llacet roja. És recognoscible pel seu tartamudeig i per dir la frase "Th-th-th-that's all folks!" al final de cada curtmetratge dels Looney Tunes. Al contrari que molts personatges d'aquesta sèrie, Porky no és un personatge esbojarrat sinó tranquil i reflexiu.
Aquest va ser el primer personatge famós de la factoria Warner Brothers, i directors com Bob Clampett van fer-lo protagonista de nombrosos curtmetratges. Tot i que després altres personatges (com Bugs Bunny) serien més populars que ell, Porky va continuar sent un personatge recurrent dels Looney Tunes, convertint-se en un personatge co-protagonista o secundari recurrent, sovint acompanyat de Daffy Duck. En total va aparèixer en 152 curtmetratges durant l'època daurada de l'animació americana.
Porky es va utilitzar en programes de televisió a partir dels anys 60, igual que la resta de les seves figures d'animació de Looney Tunes. Un dibuix animat de dissabte al matí, The Porky Pig Show, es va emetre entre 1964 i 1967. El 1971, va protagonitzar un altre programa, Porky Pig and Friends. Porky també va aparèixer a totes les recopilacions clàssiques de llargmetratges dels anys 70 i 80. Una altra col·lecció d'aquest tipus va ser la pel·lícula de 1986, Porky Pig in Hollywood, que es va presentar en cinemes i sales d'universitats.